# Восточный чеглок
Восточный чеглок (лат. Falco severus) — вид птиц из семейства соколиных.

## Распространение
Обитают в северной части Индийского субконтинента. От восточных Гималаев ареал вида простирается на юг через Индокитай в Австралазию. Известны залёты в Малайзию.

## Описание
Длина тела обычно составляет 27—30 см. Взрослые особи снизу ярко-каштановые, сверху они окрашены в голубовато-серый цвет с чёрным капюшоном и бледным горлом.

## Биология
Питаются в основном насекомыми и птицами, в небольшом числе случаев их замечали за ловлей летучих мышей.

## Охранный статус
МСОП присвоил таксону охранный статус «Виды, вызывающие наименьшие опасения» (LC).